# Cesare Casadei
Cesare Casadei (10. leden 2003, Ravenna, Itálie) je italský fotbalový záložník, který hraje za italský Turín a za italskou reprezentaci.

## Přestupy
- z Inter do Chelsea za 14 860 000 Euro
- z Chelsea do Turín za 13 000 000 Euro

## Klubová

### Klubová

#### Mládí a Inter
Narodil se v Ravenně a vyrůstal v Milano Marittima, před příchodem do Ceseny začal hrát fotbal v Cervii. V roce 2018, poté, co Cesena čelila bankrotu, se záložník přesunul do Interu Milán, kde se rychle prosadil v mládežnických kategoriích, v roce 2019 vyhrál národní mistrovství do 17 let a v pouhých sedmnácti letech postoupil do týmu do 19 let.
V říjnu 2021 byl zařazen do každoročního seznamu "Next Generation" deníku The Guardian, který obsahoval nejlépe hodnocené nadějné hráče narozené v roce 2003. Následující rok byl Casadei poprvé povolán do prvního týmu Interu a zároveň přispěl k finálovému vítězství týmu U19 v Campionato Primavera 1.

#### Chelsea
Dne 19. srpna 2022 bylo oznámeno, že se Chelsea dohodla s Interem Milán na podpisu šestileté smlouvy s Casadeiem. Jeho přestupová částka se údajně pohybovala v rozmezí 15 milionů eur plus 5 milionů eur v bonusech.
Casadei byl zařazen do týmu U21 a 31. srpna debutoval proti Sutton United, když jeho tým prohrál 1:0 v zápase EFL Trophy a Casadei dostal červenou kartu. O čtyři dny později debutoval v Premier League 2, když ve 48. minutě vstřelil gól a zvýšil na 2:0 proti Evertonu U21. 22. listopadu vstřelil gól z dálky při výhře 4:2 nad seniorským týmem Peterborough United ve druhém kole EFL Trophy; tento gól byl také zvolen gólem měsíce Chelsea. Za Chelsea U21 ve všech soutěžích vstřelil celkem pět gólů ve 13 zápasech.

#### Hostování v Readingu
Dne 30. ledna 2023 byl Casadei zapůjčen do Readingu do konce sezóny. Svůj plnohodnotný profesionální debut si odbyl 4. února, kdy nastoupil při ligové remíze 2:2 proti Watfordu. Svůj první gól za klub vstřelil 15. března 2023 při prohře 2:1 na hřišti Blackburnu Rovers. Byl součástí týmu, který nakonec na konci sezóny 2022/23 utrpěl sestup do EFL League One.

#### Hostování v Leicesteru City
Dne 15. srpna 2023 byl Casadei zapůjčen do Leicesteru City z EFL Championship do konce sezóny. Svůj debut za klub si odbyl o čtyři dny později, když nastoupil jako náhradník za Wilfreda Ndidiho v 62. minutě ligového zápasu proti Cardiffu City. V tomto zápase také v 92. minutě vstřelil vítězný gól na 2:1.

#### Návrat do Chelsea
Dne 19. ledna 2024 byl Casadei povolán Chelsea z hostování v Leicesteru. Svůj seniorský debut za Blues si odbyl 31. ledna 2024, když nastoupil jako pozdní náhradník za Colea Palmera při venkovní porážce 1:4 s Liverpoolem v Premier League.

#### Turín
Dne 2. února 2025 podepsal Casadei smlouvu s klubem Turín FC.

## Reprezentační
Casadei reprezentoval Itálii téměř na všech mládežnických mezinárodních úrovních, od národního týmu do 16 let až po národní tým do 21 let.
V červnu 2022 byl zařazen do týmu, který se zúčastnil Mistrovství Evropy ve fotbale hráčů do 19 let 2022 na Slovensku, kde se Itálie dostala do semifinále, než ji vyřadili pozdější mistři z Anglie.
Dne 19. listopadu 2022 debutoval za italský tým do 21 let v přátelském zápase, ve kterém Itálie podlehla 4:2 Německu.
V prosinci 2022 se zúčastnil tréninkového kempu vedeného manažerem italské seniorské reprezentace Robertem Mancinim, který byl zaměřen na nejslibnější národní talenty.
V květnu 2023 byl zařazen do italského týmu, který se zúčastnil Mistrovství světa ve fotbale hráčů do 20 let 2023 v Argentině. Poté, co pomohl Itálii dostat se do finále, kde Azzurrini nakonec prohráli s Uruguayí, získal ocenění Zlatý míč i Zlatá kopačka jako nejužitečnější hráč a nejlepší střelec turnaje se 7 góly.

## Statistika

### Klubová
| Sezóna            | Klub              | Liga              | Liga   | Liga | Ligové poháry | Ligové poháry | Ligové poháry | Kontinentální poháry | Kontinentální poháry | Kontinentální poháry | Celkem | Celkem |
| Sezóna            | Klub              | Soutěž            | Zápasy | Góly | Soutěž        | Zápasy        | Góly          | Soutěž               | Zápasy               | Góly                 | Zápasy | Góly   |
| ----------------- | ----------------- | ----------------- | ------ | ---- | ------------- | ------------- | ------------- | -------------------- | -------------------- | -------------------- | ------ | ------ |
| 2022/23           | Chelsea           | Premier League    | 0      | 0    | AP+ALP        | 0+0           | 0             | -                    | 0                    | 0                    | 0      | 0      |
| 2023              | Reading           | Championship      | 15     | 1    | AP+ALP        | 0+0           | 0             | -                    | 0                    | 0                    | 15     | 1      |
| 2023/24           | Leicester City    | Championship      | 22     | 2    | AP+ALP        | 1+2           | 1+0           | -                    | 0                    | 0                    | 25     | 3      |
| 2024              | Chelsea           | Premier League    | 11     | 0    | AP+ALP        | 0+0           | 0             | -                    | 0                    | 0                    | 11     | 0      |
| 2024/25           | Chelsea           | Premier League    | 0      | 0    | AP+ALP        | 0+1           | 0             | EKL                  | 5                    | 0                    | 6      | 0      |
| Celkem za Chelsea | Celkem za Chelsea | Celkem za Chelsea | 11     | 0    | -             | 1             | 0             | -                    | 5                    | 0                    | 17     | 0      |
| 2025              | Turín             | Serie A           | 15     | 1    | IP            | 0             | 0             | -                    | 0                    | 0                    | 15     | 1      |
| Celkově           | Celkově           | Celkově           | 63     | 4    | -             | 4             | 1             | -                    | 5                    | 0                    | 72     | 5      |

## Úspěchy

### Klubové
- vítěz 2. anglické ligy (1x)

Leicester City: 2023/24

### Reprezentační
- 1× na MS 20 (2023 – stříbro)
- 1× na ME 21 (2025)